# Orion (mitologie)
Orion (în greaca veche: Ὠρίων sau Ὠαρίων, transliterat: Ôríôn) este un vânător uriaș din mitologia greacă reputat pentru frumusețea și pentru violența sa. Legenda povestește că a fost transformat, după moarte, într-o grămadă de stele de către Zeus, dându-i numele său: constelația Orion.

## Mitul lui Orion
În literatura greacă apare, pentru prima oară, sub trăsăturile unui vânător neverosimil în Odiseea de Homer, unde Ulise îi zărește umbra în lumea subterană a umbrelor. Nu este prezent decât în puține texte și nu este eroul niciunei mari epopei. Ovidiu vorbește despre nașterea lui Orion într-un poem din Fastele, dar nu este în realitate decât o versiune primară a unui episod unic. Cele câteva fragmente care au rămas din legendă informează despre unele aspecte ale Greciei antice, precum preistoria ei sau despre originea creării unui mit grec.
Mult timp neglijată de literatura de după Antichitate, figura lui Orion și-a datorat celebritatea relativă unui tablou de Nicolas Poussin. Începând de la începutul secolului al XX-lea, ea a cunoscut o creștere neașteptată de interes la scriitori (Paul Claudel, Blaise Cendrars, René Char, André du Bouchet, Claude Simon), la muzicieni (André Boucourechliev, Claude Vivier, Gérard Manset, Kaija Saariaho, Philip Glass, Metallica) și la plasticieni.
Există mai multe versiuni ale mitului său, datând din Antichitate. Privitor la nașterea sa, sunt citate în general două, cele mai importante. În funcție de sursă, acesta este fie fiul lui Poseidon cu Euriale, fiica lui Minos, fie fiul lui Hirieu, fiul lui Poseidon cu pleiada Alcione. Episodul morții sale cunoaște și el diferite variante, în funcție de surse.
Episoadele cele mai memorabile sunt nașterea sa în Boeotia, sosirea la Chios, unde a întâlnit-o pe Meropa, brusca sa orbire sau cel al vânătorii pe insula Creta, însoțit fiind de Artemis. În sfârșit moartea sa prin săgeata acesteia este fundamentală.  
Episodul final este cel al ridicării pe bolta cerească. Majoritatea textelor nu citează decât un episod, sau omit mai multe. Nu se găsesc, prin urmare, legături între aceste pasaje, multe dintre ele au fost pierdute de-a lungul istoriei, fapt ce este tulburător pentru eleniști.

### Nașterea vânătorului gigant

#### Mitologia greacă
Hirieu, fondatorul cetății Hiria, în Boeotia, nu întâlnise niciodată vreo femeie, dar voia totuși să aibă un moștenitor. Într-o zi, Zeus, Hermes și Poseidon i-au făcut o vizită la palat. Pentru ei, Hirieu a sacrificat cel mai frumos bou din cireada sa.
Mai târziu, Hirieu i-a întrebat ce ar putea să facă să aibă un descendent fără să fie obligat să se însoare. Pentru aceasta, Zeus l-a pus să aducă pielea boului pe care Hirieu li-l sacrificase și i-a cerut să urineze pe ea. Hirieu a făcut întocmai. Apoi cei trei zei au îngropat pielea boului în grădina palatului și au plecat.
Nouă luni mai târziu, în locul unde fusese îngropată pielea a apărut un băiat căruia Hirieu i-a dat numele de Orion. Când a atins vârsta adultă, Orion era atât de mare încât putea merge pe fundul mării rămânând cu capul și cu umerii deasupra apei.

#### Mitologia romană
Potrivit mitologiei romane (vd. Ovidiu, Hyginius, Maurus Servius Honoratus, Tzetzes și Lactantius), Orion era un uriaș generat din urina lui Jupiter, Neptun și Mercur. Prin tripla sa paternitate, i s-a atribuit lui Orion numele de Tripater.
Acești autori spun că într-o zi, Jupiter, Neptun și Mercur, cutreierau câmpiile Boeotiei. La apusul Soarelui, s-au întâlnit cu un agricultor, Hirieu, care le-a oferit ospitalitate în coliba sa. Zeii au dorit, inițial, să-și păstreze anonimatul pentru a vedea cum îi va trata agricultorul. Hirieu le-a turnat băuturi și le-a adus ceea ce a avut mai bun de oferit.

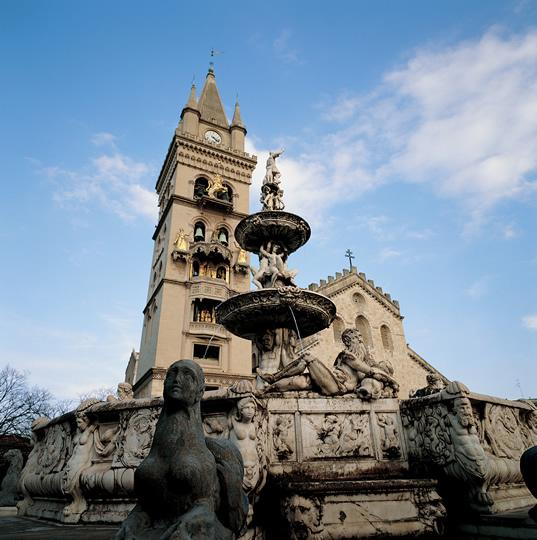
Fântâna lui Orion de la Messina, operă a lui Giovanni Angelo Montorsoli (din 1551); în fundal, Domul din Messina.

Zeii, văzând marea lui ospitalitate în ciuda înfățișării sărăcăcioase, i s-au făcut cunoscuți, iar Hiereu s-a făcut galben la față. Dar, după ce și-a revenit în fire, a ieșit în grabă din colibă și a sacrificat un taur pentru oaspeții săi. Jupiter a dorit să-l recompenseze spunându-i agricultorului că-i va satisface orice dorință.
Hiereu le-a cerut zeilor să poată avea un fiu fără să fie nevoit să se căsătorească, întrucât îi promisese soției sale, moartă de puțin timp, că nu se va mai apropia de o altă femeie.
Jupiter i-a poruncit să aducă pielea taurului sacrificat și, împreună cu Neptun și Mercur, a urinat peste ea, apoi i-a poruncit agricultorului să îngroape pielea în grădină, iar după nouă luni să o dezgroape.
Hirieu a ascultat și, după nouă luni, a dezgropat pielea, în care a găsit înfășurat un copilaș pe care l-a crescut ca pe fiul său, și căruia i-a dat numele de Urion, de la cuvântul latin urina, urinae: „urină“, apoi a schimbat prima literă cu „O” (cum spune Ovidiu în Fastele, lib. V, cap. IV: «Perdidit antiquum littera prima sonum»).
Se spune că Orion, în scurt timp, a devenit un uriaș extraordinar, atât de înalt încât coborând de pe un munte, rezemat fiind de un ulm, capul îi era ascuns în nori.
Zeița Diana l-a luat în serviciul său făcându-l slujitor al cultului său și cu el a plecat la vânătoare.
 Diodor din Sicilia spune că în timpul vieții, Orion ar fi proiectat și condus lucrările de construcție ale orașului sicilian Zancle, care mai târziu a fost denumit Messina. Conform lui Hesiod, pentru a stopa urmările deselor furtuni care devastau coasta, Orion a transportat o cantitate mare de pământ în fața portului Messina. Pe terasamentul realizat, denumit Capo Peloro, Orion a construit un templu dedicat zeului Neptun. În amintirea fondării orașului sicilian, în Piazza del Duomo din Messina, a fost construită o Fântână a lui Orion din marmură, de către Giovanni Angelo Montorsoli (între 1547 - 1551).

### Prima soție și Coronidele
S-a căsătorit cu Side (în greacă, „rodie”), iar aceasta i-a dăruit lui Orion două fiice: coronidele Metiohe și Menipa care au crescut în Aonia (Boeotia), la poalele Muntelui Helicon. Side, care era foarte frumoasă, dar și foarte mândră, a fost aruncată în Tartar de către Hera cu care ar fi vrut să se compare. Fiicele acesteia continuară să trăiască în Orhomenos până când tărâmul a fost lovit de boală și cele două au fost sacrificate. Corpurile lor fură înghițite de pământ, dar lui Hades și Persefonei li se făcu milă de ele și le-au transformat în comete.

### Orion orbit își recapătă vederea

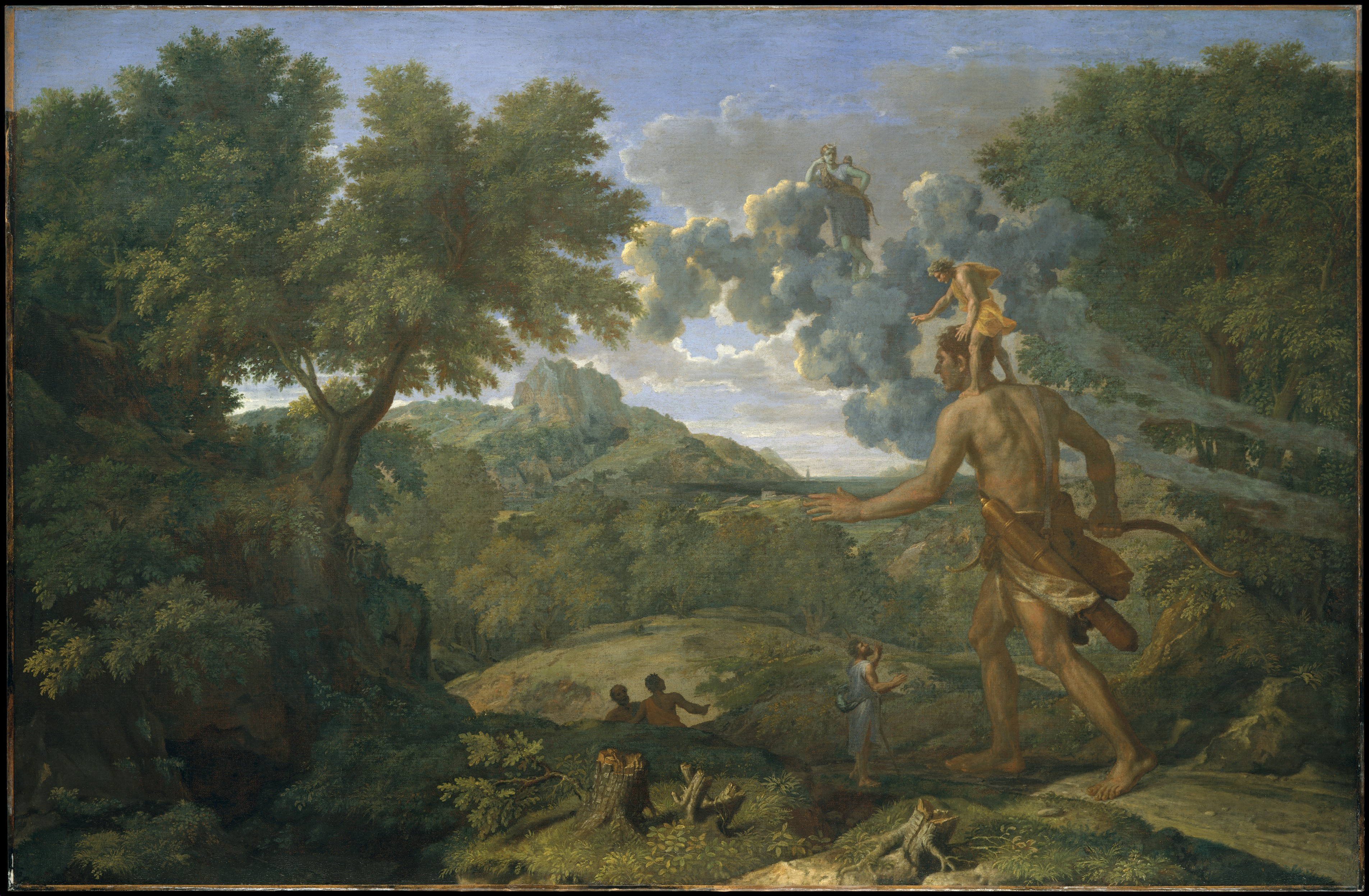
Peisaj cu Orion orb căutând Soarele (1658), ulei pe pânză de Nicolas Poussin. Metropolitan Museum of Art, New York.

Orion ajunge pe insula Chios. Primit la curtea lui Enopion care domnea în insulă, Orion se îndrăgostește de Merope, fiica regelui. Enopion voia să se debaraseze de acest pretendent incomod. A hotărât, prin urmare, să-i promită lui Orion mâna fiicei sale dacă va curăța insula de toate sălbăticiunile care atacau oamenii și turmele. Regele era convins că Orion nu va reuși să înfăptuiască această cerință, însă acestuia, fiind un excelent vânător, nu i-a fost greu să îndeplineacă respectiva condiție. Când Orion a revenit să ceară mâna Meropei, Enopion a negat promisiunea făcută, iar îndrăgostitul s-a supărat și a devastat palatul. A fost legat de către armata trimisă de rege.
Pentru a-l pedepsi, Enopion l-a îmbătat, l-a orbit și l-a abandonat pe un țărm. Orion a mers drept înainte prin mare până la insula Lemnos și a fost atras de forjele lui Hefaistos, care a acceptat să i-l împrumute pe Cedalion. Avându-l pe Cedalion cocoțat pe umerii săi, uriașul a intrat în mare și a mers spre Est, cu fața spre Soare. (Acesta este subiectul unui tablou de Nicolas Poussin (1658), care este pe cât de celebru, pe atât de enigmatic). În timpul mersului, în mod misterios, Orion își recăpătă vederea.
Acesta se repezi atunci să se răzbune pe Enopion, dar nu putu să-l prindă, deoarece Hefaistos îi construise regelui o cameră subterană, unde acesta se refugie.

### Răpit de Aurora
Eos / Aurora s-a îndrăgostit de Orion, l-a fost răpit și l-a adus în Delos, unde uriașul vânător a devenit însoțitorul lui Artemis.

### Moartea lui Orion prin săgeata lui Artemis și catasterizarea

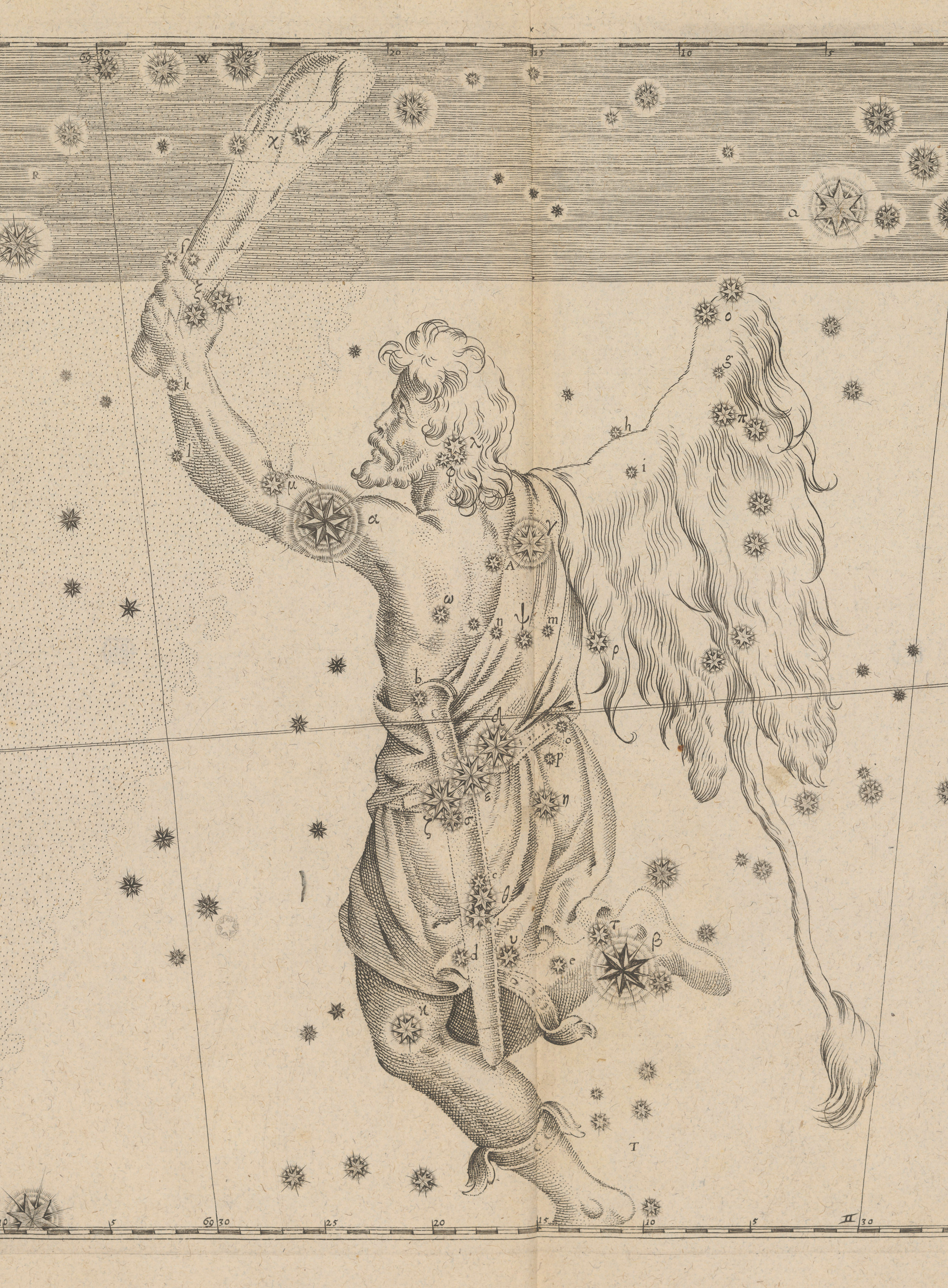
Imaginea lui Orion reprezentat pe bolta cerească, în Uranometria lui Johann Bayer (1661).

Orion s-a întors pe insula Chios pentru a se răzbuna pe Oenopion, însă Artemis i-a cerut să uite de răzbunare și i-a propus să vâneze cu ea. Dar fratele lui Artemis, Apollo, care avea unele temeri pentru sora sa, a trimis un scorpion monstruos în urmărirea ei. Orion a încercat să i se împotrivească monstrului, însă nu a reușit. Pentru a scăpa de monstru, Orion s-a scufundat în mare care a format o baricadă naturală.
Atunci Apollo a indicat gigantul și i-a spus surorii sale să-l ucidă, făcând-o să creadă că era scorpionul monstruos. Cum gigantul era prea departe, Artemis nu a putut să-l recunoască și a slobozit o săgeată. A înotat să recupereze cadavrul, dar când și-a dat seama că era Orion, ea i-a așezat imaginea printre stele în compania câinelui său, Sirius, cu premergătorul Procyon.Acest eveniment a dat episodului denumirea de catasterizare.
De aceea constelațiile Orion și Câinele Mare (care cuprinde steaua Sirius, astrul cel mai strălucitor în afară de corpurile din Sistemul Solar) sunt apropiate una de alta, iar Scorpionul a fost plasat de cealaltă parte a bolții cerești, gigantul și monstrul urmărindu-se fără încetare, fără să se prindă niciodată.

### Altă versiune a morții lui Orion prin scorpionul Herei
O altă versiune a morții lui Orion există: puternic prin talentele sale excepționale de vânător, Orion nu înceta să se laude cu reușitele sale. Această aroganță a displăcut mult Herei care, pentru a-i administra lui Orion o lecție de umilință, i-a poruncit unui scorpion să se așeze la pândă și să aștepte trecerea vânătorului. Ascuns de frunze, scorpionul a așteptat cu răbdare, iar când a venit momentul, l-a înțepat pe Orion care a murit fugerat de veninul acestei mici vietăți, el care doborâse animalele cele mai feroce. 
A fost transformat în constelație, însă Hera nu a uitat să-l urce pe bolta cerească și pe Scorpion care o servise atât de leal, pentru ca lupta să continue. Dar Zeus a intervenit și a făcut în așa fel încât Orion și Scorpionul să nu poată să se atingă niciodată; de aceea atunci când Orion răsare la orizontul de Est, Scorpionul apune la orizontul de Vest. 

### A treia versiune a morții lui Orion prin scorpionul lui Artemis
Această versiune spune că Orion și Artemis aveau obiceiul să vâneze împreună. Într-o zi, Orion, care era îndrăgostit de zeiță a încercat să o îmbrățișeze, Artemis, indignată, a făcut să apară un scorpion căruia i-a poruncit să-l înțepe pe gigant. Văzându-l murind, Artemis, înduioșată, l-a transformat pe Orion într-o constelație, și i-a rezervat aceeași soartă scorpionului care o servise cu fidelitate. 

#### Alte versiuni ale morții lui Orion prin scorpionul lui Artemis
O altă versiune a morții vânătorului prin Artemis, mai puțin populară, spune că Orion era dușmanul de moarte al lui Artemis. Lucru straniu întrucât Artemis, fiind zeiță, era, se spune, nemuritoare. Pentru a se descotorosi de el, și astfel să scape de moarte, Artemis ar fi chemat un scorpion uriaș care l-a ucis cu veninul său.
Această versiune include un sentiment de „rivalitate” între cei doi vânători, neexprimată în celelalte versiuni, și un paradox al „dușmanului de moarte” al unei zeițe (de reamintit, nemuritoare), știind în același timp că acest dușman era muritor și, în principiu, inofensiv pentru Artemis. Transformarea lui Orion în constelație rămâne un mister, pentru această versiune; poate că Artemis a fost cuprinsă de remușcări. Cât despre Scorpion acesta a fost ridicat pe bolta cerească de către Artemis drept răsplată pentru că a servit-o cu fidelitate. 
În sfârșit într-o altă versiune se spune că Orion ar fi câștigat proba de aruncare a discului, concurând cu Artemis care apoi a trimis un scorpion să-l înțepe. Orion și Scorpionul au devenit apoi câte o constelație.

### Lumea de dincolo
În Odiseea, Orion e în Infern, vânând în continuare.
„În lunca de-asfodel zării în urmă / Pe uriașul Orion în goană / Luând sălbăticiunile, pe care / El însuși le ucise în coclauri / De munte cu-o măciucă din aramă / De nesfărmat.”
—Odiseea, traducerea Murnu

## Cultul lui Orion
Orion era venerat la scară largă în Beoția, mai ales în Hiria în Tanagra unde era un mormânt pentru erou la marginea muntelui cu același nume.

## În cultură

### În pictură

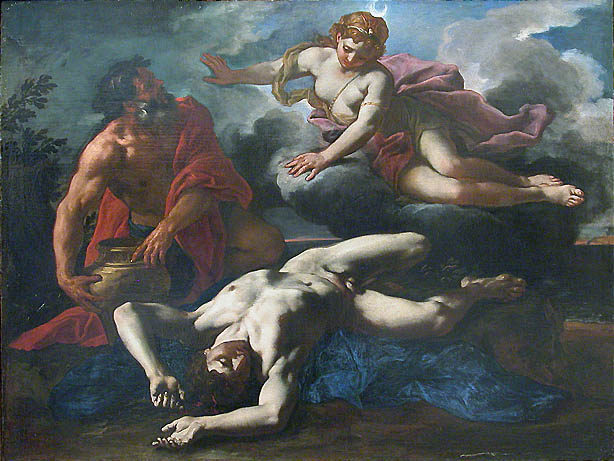
Diana lângă cadavrul lui Orion, ulei pe pânză de Daniel Seiter, pe la 1685, Musée du Louvre, Paris

- Nicolas Poussin, Peisaj cu Diana și Orion, 1658, Metropolitan Museum of Art, New York.
- Nicolas Poussin, Peisaj cu Orion orb căutând Soarele (1658), ulei pe pânză. Metropolitan Museum of Art, New York.
- Daniel Seiter, Diana lângă cadavrul lui Orion, pe la 1685. Musée du Louvre, Paris.

### În sculptură
- Giovanni Angelo Montorsoli, Fântâna lui Orion (din 1551), de la Messina, Sicilia

### În poezie, proză, teatru
- Jean-Christophe Bailly, El Pelele. Paris, Christian Bourgois, 2003.
- Henry Bauchau, L'Enfant bleu. Arles, Actes Sud, 2004.
- Francis Berthelot, La Lune noire d'Orion. Paris, Calmann-Lévy, 1980.
- Yves Bonnefoy, Rome, 1630. Paris, Champs/Flammarion, 2000.
- Paul Celan
- Blaise Cendrars :
  - Au cœur du monde (1917), in Du monde entier au cœur du monde, Poésies complètes. Paris, Poésie/Gallimard, 2006.
  - Profond aujourd'hui (1917), in Aujourd'hui (1931). Denoël, coll. "Tout autour d'aujourd'hui", tome 11, 2005.
  - Feuilles de route (1924), in Du monde entier au cœur du monde. Paris, Poésie/Gallimard, 2006.
  - Le Lotissement du ciel (1949). Denoël, coll. Tout autour d'aujourd'hui, tome 12, 2005.
- René Char, Aromates chasseurs. Paris, Gallimard, 1975.
- Paul Claudel, Le Soulier de Satin (1929).
- Tristan Derème, Le Zodiaque ou les étoiles sur Paris. Paris, Émile-Paul, 1927.
- Christian Doumet, Trois villes dans l'œil d'Orion. Cognac, Le Temps qu'il fait, 1998.
- André du Bouchet, L'Emportement du muet. Paris, Mercure de France, 2000.
- Maurice Fombeure, avec Jean-Pierre Grenier, Orion le tueur. Paris, Bordas, 1946.
- Jean Giono, Un de Baumugnes. Paris, Grasset, 1929.
- Patrick Grainville:
  - La Diane rousse, Paris, Le Seuil, 1978.
  - L'Atlantique et les Amants, Paris, Le Seuil, 2002.
- Olivier Py, L'Apocalypse joyeuse. Arles, Actes Sud-Papiers, 2000.
- Orion Scohy, Volume. Paris, POL, 2005.
- Claude Simon :
  - Orion aveugle. Skira, coll. Les sentiers de la création, 1970.
  - Les Corps conducteurs. Paris, Éditions de Minuit, 1971.

### În muzică
- André Boucourechliev, Orion II, 1982; Orion III, 1983.
- Francesco Cavalli, L'Orione, operă, libret de Francesco Melosio, 1653.
- Philippe Fénelon, Orion, Cycle des mythologies, 1989.
- Philip Glass, Orion, 2004.
- Gérard Manset, La Mort d'Orion, opera-rock, album, 1970.
- Kaija Saariaho, Orion, 2002.
- Tōru Takemitsu, Orion, pentru violoncel și pian, 1984.
- Claude Vivier, Orion, 1979.
- Metallica, Orion, Master of Puppets, 1986
- Behemoth, Orion (basist)
- Symphony X, Orion, The Hunter, Twilight in Olympus, 1998.